# Венская дипломатическая академия

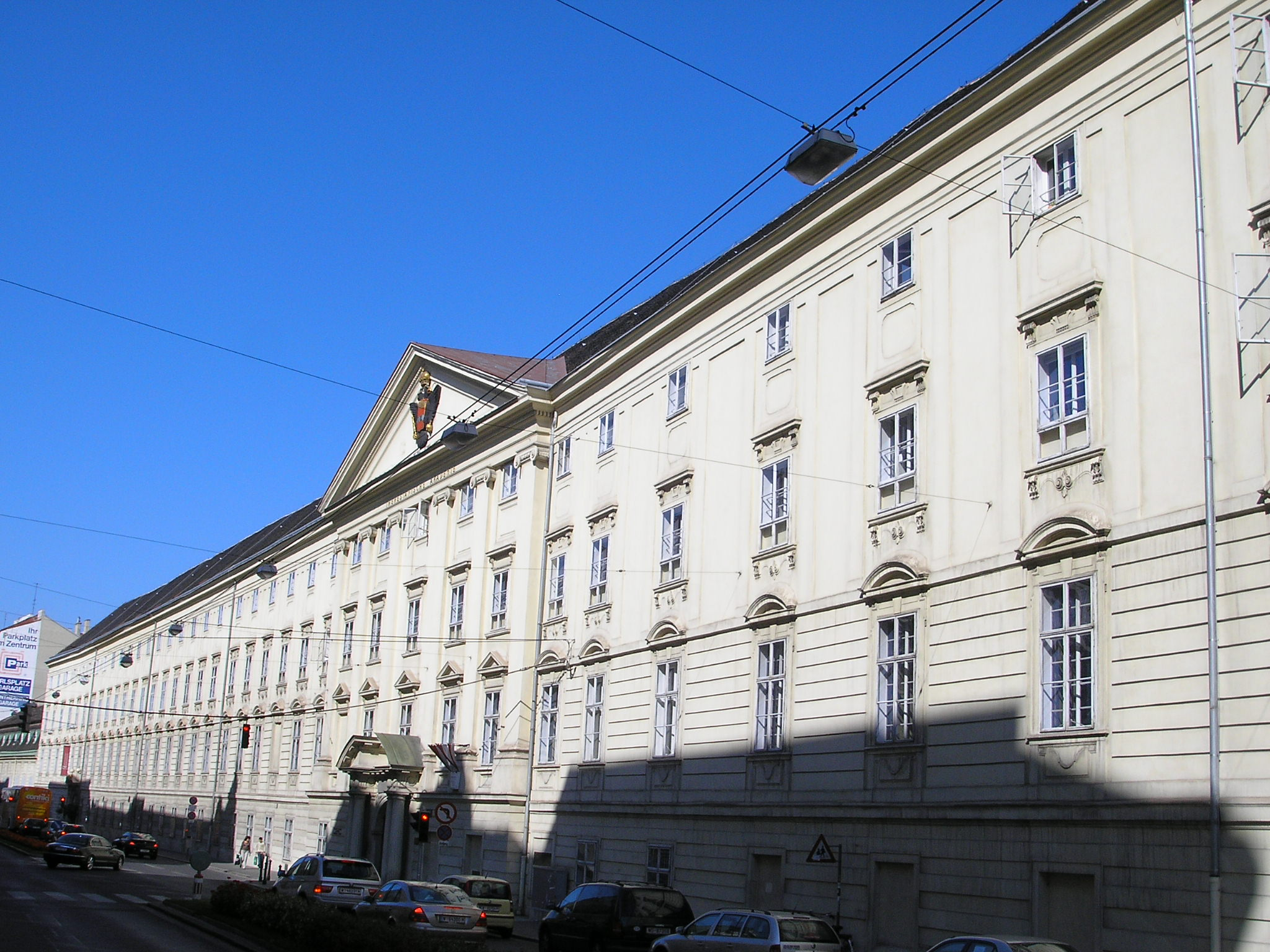
Кампус, расположенный во дворце императрицы Марии Терезии на улице Фаворитенштрассе. В народе именуется «Терезианум»

Венская дипломатическая академия (нем. Diplomatische Akademie Wien), также известная как Венская школа международных исследований — австрийская профессиональная школа последипломного образования, расположенная в Вене. Студенты академии проходят подготовку в области международных отношений, политологии, права, языков, истории и экономики. Является одной из старейших дипломатических академий в мире.
Академия является аффилированным членом Ассоциации профессиональных школ международных отношений. Пост директора академии с 2017 года занимает Эмиль Брикс (англ.), австрийский дипломат и историк.

## История
Академия основана императрицей Марией Терезией в 1754 году как Императорская академия восточных языков с целью подготовки молодых дипломатов для представления габсбургской империи за рубежом.
На протяжении столетий школа неоднократно переименовывалась и реорганизовывалась, и в конце концов получила статус независимого государственного учреждения в 1996 году. С учётом собственной истории Венская дипломатическая академия претендует на звание старейшей школы, которая занимается профессиональной подготовкой специалистов по иностранным делам.

## Эмблема
На печати академии изображена Афина рядом с пирамидой, пальмой и томом «Anthologia persica» 1778 года, которые отсылают к бывшей Императорской академии восточных языков. Ниже, в центре, изображен двуглавый орел Габсбургов с малым гербом (1815). Слева и справа от него — персидская надпись «از برای حق از برای پادشاه», слова которой переводятся как «За бога, за императора».

## Структура академии

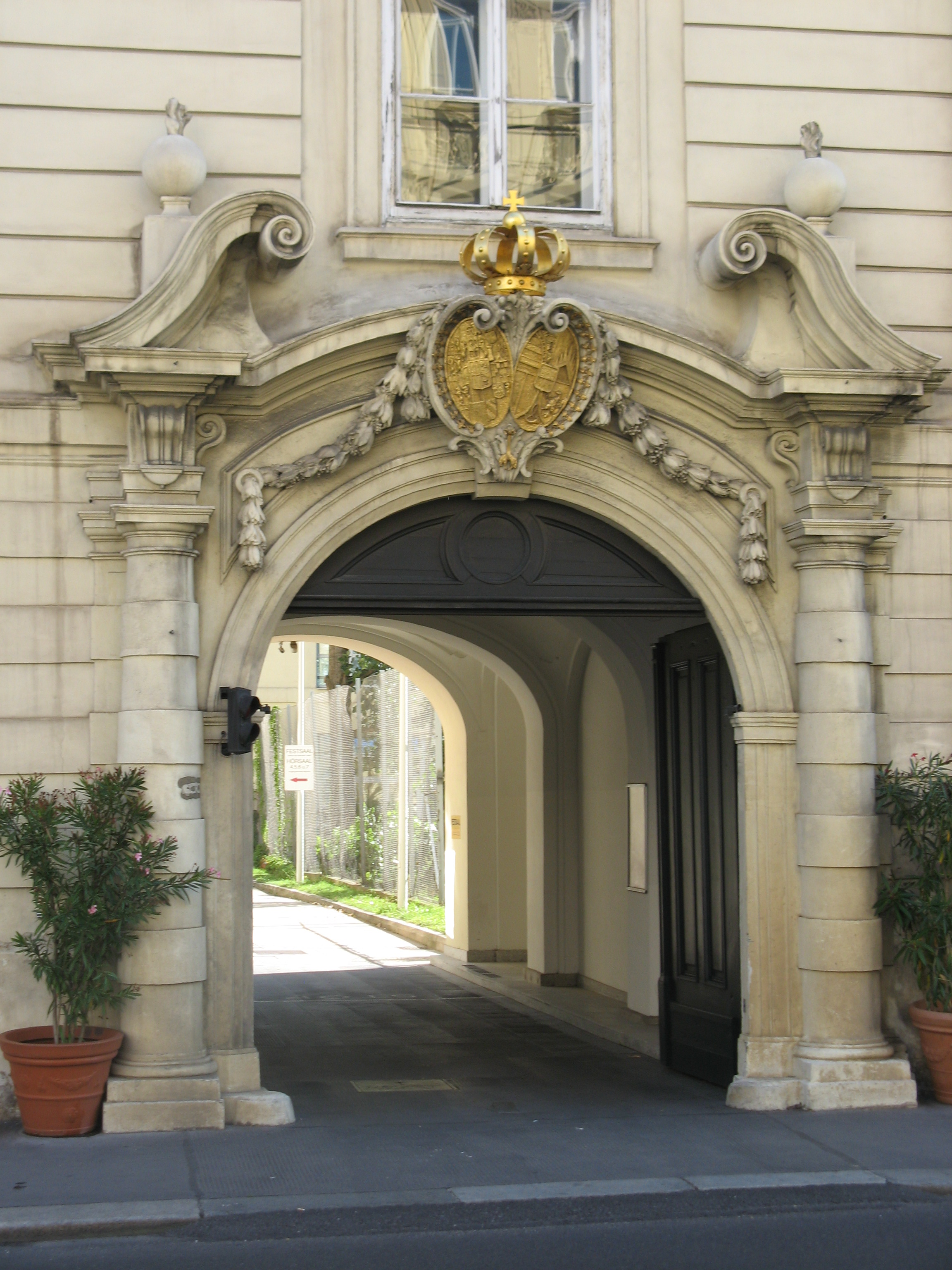
Главный вход в академию

Академия предлагает аспирантские и магистерские программы по 4 направлениям.
1. Магистр углублённых международных исследований (англ. Master of Advanced International Studies) — двухлетняя магистерская программа, в центре которой — специализированное изучение политики и международных отношений, международной экономики, истории, а также международного и европейского права. Это совместная магистерская программа Венской дипломатической академии и Венского университета. В рамках этой программы академия проводит студенческий обмен с такими институтами, как Стэнфордский университет, Университет Джонса Хопкинса, Сорбонна и Университет Корё[7].
2. Магистр наук в области экологических технологий и международных отношений (англ. Master of Science in Environmental Technology) — магистерская программа, организованная в сотрудничестве с Венским техническим университетом. В пределах программы изучаются экологические проблемы в их политических, правовых и технических аспектах[8].
3. Магистр наук в области цифровых международных отношений (англ. Master of Science in Digital International Affairs) — магистерская программа, в рамках которой студенты изучают работу с большими данными, кибербезопасность, цифровую дипломатию и международное право. Программа организована в сотрудничестве с Инсбрукским университетом[9].
4. Докторантура в области междисциплинарных международных исследований (англ. PhD Interdisciplinary International Studies) — четырехлетняя докторская программа, организованная в сотрудничестве с Венским университетом, в рамках которой предлагается реализовать исследовательский проект, объединяющий как минимум две из четырех дисциплин: правоведение, политологию, международную экономику и историю[10].

## Заметные выпускники
Ряд видных деятелей политики, экономики и юриспруденции проходили обучение в академии. Среди них:
- Йозеф фон Хаммер-Пургшталь — австрийский историк-востоковед и дипломат. Считается одним из главных ориенталистов в истории. Один из его переводов повлиял на творчество Гёте и его «Западно-восточный диван», одно из величайших произведений немецкой литературы.
- Курт Вальдхайм — австрийский дипломат и политик, 4-й генеральный секретарь ООН (1972—1981), президент Австрии (1986—1992).
- Селсу Аморим — министр иностранных дел Бразилии с 20 июля 1993 по 31 декабря 1994 года при президенте Итамаре Франку и снова с 1 января 2003 по 31 декабря 2010 года при президенте Луисе Инасиу Луле да Силве. Был министром обороны с 4 августа 2011 по 31 декабря 2014 года при президенте Дилме Русефф. Также был послом Бразилии в Великобритании. 7 октября 2009 года блогер журнала Foreign Policy Дэвид Роткопф назвал Селсу Аморима «лучшим министром иностранных дел в мире».[11]
- Хельга Мария Шмид — немецкий политик и дипломат, первая женщина на посту генерального секретаря ОБСЕ.
- Валентин Инцко — австрийский дипломат, Верховный представитель по Боснии и Герцеговине с 26 марта 2009 по 31 июля 2021 года.
- Игор Лукшич — черногорский политический и государственный деятель, премьер-министр Черногории (2010—2012). До этого был министром финансов и заместителем премьер-министра в правительстве Черногории.
- Колинда Грабар-Китарович — президент Хорватии с 19 февраля 2015 года по 18 февраля 2020 года. Министр европейской интеграции Хорватии (2003—2005), министр иностранных дел и европейской интеграции Хорватии (2005—2008), посол Хорватии в США (2008—2011), помощник генерального секретаря НАТО по вопросам публичной дипломатии (2011—2014).
- Элизабет Удольф-Штробл (англ.) — министр по цифровым и экономическим вопросам Австрии с 2019 по 2020 год.
- Сергей Алейник — белорусский дипломат. Министр иностранных дел Республики Беларусь (2022—2024).
- Андрей Галбур — молдавский политический и государственный деятель, дипломат. Главный государственный советник премьер-министра Республики Молдова по вопросам внешней политики с 23 января 2018 года.
- Доминика Кройс — польский государственный деятель и дипломат. С ноября 2019 года является Постоянным представителем Польши в Офисе ООН в Вене.
- Радек Пех — чешский дипломат, политик. С 2023 года занимает пост чрезвычайного и полномочного посла Чехии на Украине.